# Алберт Вајс
Алберт Вајс (Земун 3. октобар 1905 — Београд 4. април 1964) био је српски и југословенски правник и професор.
Рођен је у јеврејској породици Хермана и Мари Вајс.
Филозофију и комерцијалне науке студирао је у Берлину и Паризу, а правни факултет је завршио у Загребу 1929. Био је судски и адвокатски приправник и адвокат у Београду. Од 1941—45 био је у немачком заробљеништву.
После ослобођеља ради у Државној комисији за утврђиавње злочина окупатора и његових помагача. Као делегат владе ФНРЈ учествовао међусавезничком војном тужилаштву при Међународном војном суду у Нирнбергу. 
Од 1947. је доцент па ванредни и редовни професор на Правном факултету Универзитета у Београду, за предмет Општа историја државе и права.
Преминуо је у Београду 1964. године. Надживела га је супруга, Едита Вајс (1917-2002), професорка Факултета политичких наука Универзитета у Београду и научни саветник Института за међународну политику и привреду.